# Scelolyperus pasadenae
Scelolyperus pasadenae là một loài bọ cánh cứng trong họ Chrysomelidae. Loài này được Clark miêu tả khoa học năm 1996.